# Liste der denkmalgeschützten Objekte in Schwendau
Die Liste der denkmalgeschützten Objekte in Schwendau enthält die 4 denkmalgeschützten, unbeweglichen Objekte der Tiroler Gemeinde Schwendau.

## Denkmäler
| Foto |                 | Denkmal | Standort                               | Beschreibung | Metadaten |
| ---- | --------------- | --- | -------------------------------------- | --- | --- |
| ja   | Datei hochladen | Kalvarienberg/Kreuzweg, Zum gekreuzigten Heiland, Filialkirche hl. Kreuz HERIS-ID: 55871 Objekt-ID: 64761 TKK: 14800 | Burgstall Standort KG: Schwendau       | Die Kapelle zum gekreuzigten Heiland steht auf dem Burgschrofen südlich von Burgstall. Sie ist ein Rundbau mit Dachreiter und rechteckiger Altarnische aus den Jahren 1844/45. Die Wandfresken im Inneren entstanden um 1850; der Altar enthält eine Kreuzgruppe aus der Zeit um 1770. | BDA-Hist.: Q38068409 Status: § 2a Stand der BDA-Liste: 2025-06-30 Name: Kalvarienberg/Kreuzweg, Zum gekreuzigten Heiland, Filialkirche hl. Kreuz GstNr.: .517 Kalvarienbergkapelle, Schwendau |
| ja   | Datei hochladen | Wegkreuz HERIS-ID: 90307 Objekt-ID: 104992 TKK: 14785                                                                | Lindenstraße Standort KG: Schwendau    | Das sogenannte Lindenkreuz steht an einer Straßenkreuzung und ist von drei großen, zum Naturdenkmal erklärten Linden umgeben. Das Kruzifix mit barockem Corpus im Dreinageltypus stammt aus dem 18. Jahrhundert und wurde 1973 neu aufgestellt. Davor steht ein gemauerter Altarstein, dessen Inschrift Bezug auf eine historische Gerichtsstätte nimmt. | BDA-Hist.: Q37746369 Status: § 2a Stand der BDA-Liste: 2025-06-30 Name: Wegkreuz GstNr.: 1304                                                                                                 |
| ja   | Datei hochladen | Widum der Pfarre Hippach HERIS-ID: 90306 Objekt-ID: 104991 TKK: 14776                                                | Lindenstraße 18 Standort KG: Schwendau | Das Pfarrhaus wurde 1691 erbaut und vermutlich 1961 nach Norden durch ein Feuerwehrgerätehaus erweitert. Der zweigeschoßige Mauerbau mit Satteldach ist traufseitig von Osten über ein Rundbogenportal erschlossen. Die Fassaden sind durch gemalte Faschenrahmung an den Maueröffnungen betont und traufseitig nach oben hin zum Dachvorsprung durch eine geputzte Hohlkehle abgeschlossen. An der Nordfassade am Übergang zum Anbau befindet sich ein Sgraffito mit den hll. Igenuin und Albuin, das 1961 von Max Spielmann geschaffen wurde. Im Inneren hat sich eine Kassettendecke von 1693 erhalten. | BDA-Hist.: Q37746329 Status: § 2a Stand der BDA-Liste: 2025-06-30 Name: Widum der Pfarre Hippach GstNr.: .416 Widum der Pfarre Hippach                                                        |
| ja   | Datei hochladen | Kreuzwegkapellen Burgstallschrofen HERIS-ID: 90303 Objekt-ID: 104988 TKK: 14794, 15476, 16287, …                     | Standort KG: Schwendau                 | Am Weg zur Kapelle auf dem Burgstallschrofen stehen fünf gemauerte Nischenbildstöcke mit schindelgedecktem Satteldach, die 1846 errichtet wurden. In den Rundbogennischen finden sich gemalte Szenen aus der Passion Christi. Kurz vor der Wallfahrtskirche steht eine über sechs Steinstufen erreichbare gemauerte Durchgangskapelle mit segmentbogigen Öffnungen und Flachdecke mit kräftigem Stuckrahmen. An den Seiten befinden sich Fresken mit der Kreuzigung (links) und Christus vor Pilatus (rechts).                                                                                             | BDA-Hist.: Q37746254 Status: § 2a Stand der BDA-Liste: 2025-06-30 Name: Kreuzwegkapellen Burgstallschrofen GstNr.: 1456 Kreuzweg Burgstallschrofen                                            |